# Сотницкое (Миргородский район)
Сотницкое (укр. Сотницьке) — село,
Ромодановский поселковый совет,
Миргородский район,
Полтавская область,
Украина.
Код КОАТУУ — 5323255702. Население по переписи 2001 года составляло 50 человек.

## Географическое положение
Село Сотницкое находится на правом берегу реки Лихобабовка,
на противоположном берегу — село Конюшево.
На расстоянии в 1 км расположено село Беево.
Рядом проходят автомобильная дорога Р-42 
и железная дорога, станция Беево в 2-х км.

## Происхождение названия
На территории Украины 3 населённых пункта с названием Сотницкое.